# Peter Lenhart
Peter Lenhart (* 25. Juni 1935 in Essen; † 28. Februar 2013 in Gräfelfing) war ein deutscher Orthopäde und Sportarzt.
Lenhart war von 1968 bis 1973 Mannschaftsarzt des TSV 1860 München. Von 1980 bis 1998 war er Verbandsarzt des Deutschen Fechter-Bundes und Olympiaarzt der deutschen Fechtnationalmannschaft. 1992 war er Cheforthopäde der gesamten Deutschen Olympiamannschaft bei den Olympischen Sommerspielen in Barcelona. 1984 bis 2010 leitete er den Lehrstab „Sportphysiotherapie im DOSB“. Von 1969 an war er Vizepräsident und von 1998 bis 2008 Präsident des Bayerischen Sportärzteverbandes.

## Ehrungen
- Verdienstkreuz am Bande der Bundesrepublik Deutschland
- 2010: Ehrennadel des Deutschen Olympischen Sportbundes[3]
- Ehrennadel des Bayerischen Landes-Sportverbandes
- Ehrenpräsident des Bayerischen Sportärzteverbandes